# 360 flip
Il 360 flip (noto anche con la dicitura abbreviata "treflip"), è un famoso trick di skateboard che consiste in una rotazione laterale della tavola di 360 gradi, accompagnata da un'altra rotazione di 360 gradi sul suo asse centrale. Il nome suggerisce l'esecuzione contemporanea di queste due rotazioni, note rispettivamente come "360" e "(kick)flip".

## Caratteristiche
Inventato dallo skater professionista Rodney Mullen nel 1979, vi sono diversi modi per riferirsi a questo trick, oltre alle forme "360 flip" e "treflip", che sono le più comuni: "360 varial kickflip", "3-6 flip", "3 flip", "tray flip" e "3-0 flip". Combinazione del BS 360 pop shove-it e del kickflip, la difficoltà del 360 flip è compresa tra il livello intermedio e quello professionale: non è raro vederlo infatti incluso nei video di skateboard, dove viene spesso usato per superare scalinate o gap.
L'opposto del 360 flip è il laser flip, o 360 heelflip. Il 360 flip non dev'essere inoltre confuso con il FS 360 kickflip e quello BS (in avanti o all'indietro), che sono composti da una rotazione del corpo di 360 gradi accompagnata da un kickflip. Nel 360 flip, invece, gira solamente la tavola, mentre il corpo rimane fermo.
Per eseguire un 360 flip, lo skater deve posizionare il piede posteriore sul tail (ossia la "coda") dello skateboard in modo da lasciar sporgere le dita, ed il piede anteriore in varie posizioni, a seconda di come ci si trova più comodamente. A questo punto, si deve compiere un movimento scooping ("scavante") sul tail con il piede posteriore, facendo ruotare lo skateboard di 360 gradi, e nello stesso istante si deve usare il piede anteriore per fare un kickflip con la tavola.
In base allo stance utilizzato, vi sono tre variazioni di questo trick, ovvero il fakie 360 flip, il nollie 360 flip e lo switch 360 flip. Nel mother flip, invece, il corpo svolge una rotazione di 360 gradi nella direzione opposta a quella della tavola.